# آنتونن رولان
آنتونن رولان (فرانسوی: Antonin Rolland‎؛ زادهٔ ۳ سپتامبر ۱۹۲۴) دوچرخه‌سوار اهل فرانسه است.